# Ogród botaniczny Uniwersytetu Lwowskiego im. Iwana Franki
Ogród botaniczny Uniwersytetu Lwowskiego im. Iwana Franki – ogród botaniczny we Lwowie, należący do Uniwersytetu Lwowskiego im. Iwana Franki, został uznany za obiekt przyrodniczy o znaczeniu krajowym przez rząd Ukrainy w 1983 i 1992.

## Historia

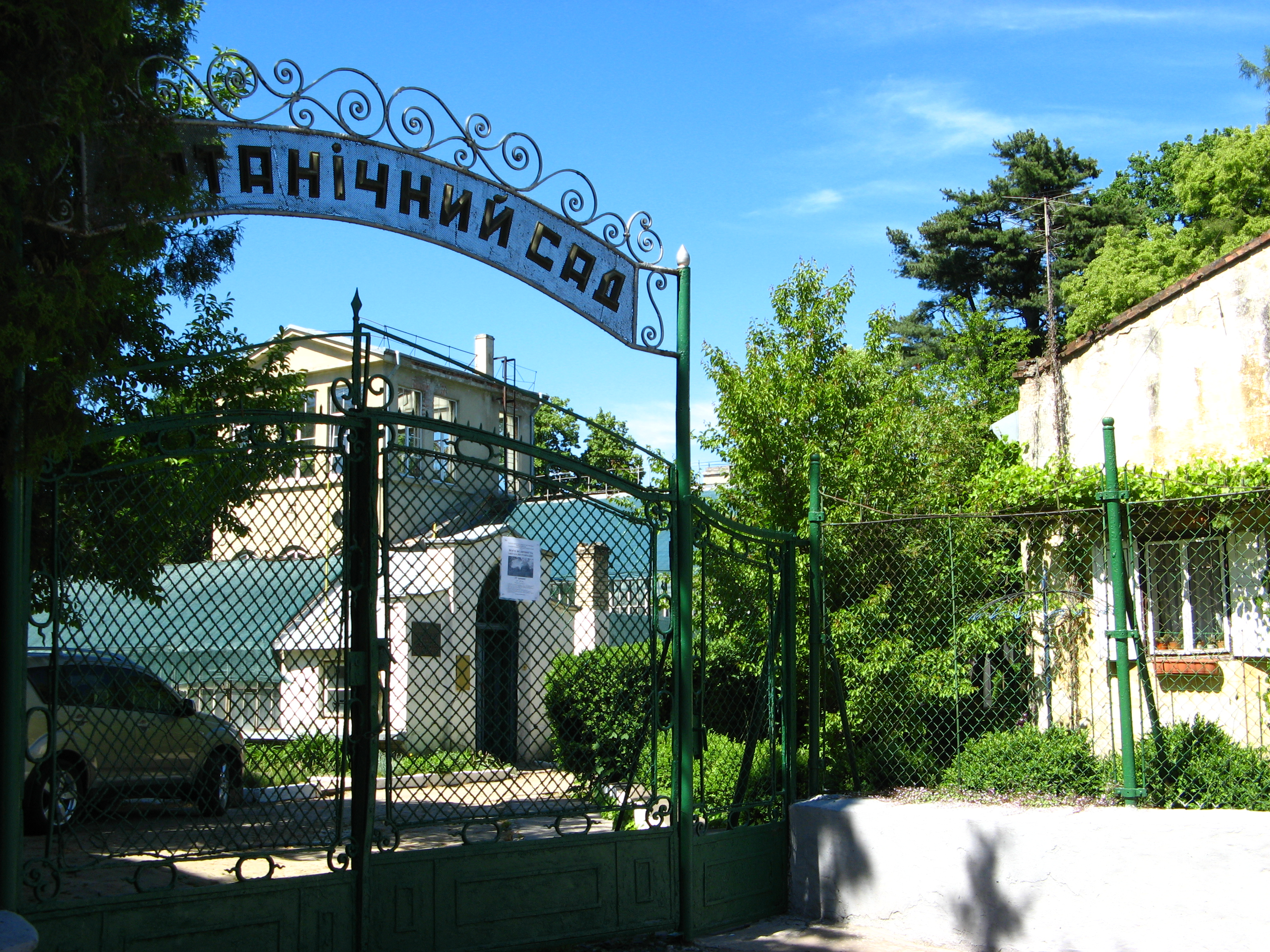
Wejście na teren starego ogrodu botanicznego

Ogród botaniczny Uniwersytetu Lwowskiego im. Iwana Franki składa się z dwóch ogrodów, starego i nowego.
Stary ogród został założony w 1852 przez Hiacynta Łobarzewskiego przy obecnej ulicy Cyryla i Metodego 4 na terenie ogrodu należącego wcześniej do klasztoru trynitarzy. Został założony na powierzchni 2 ha na stoku Kaleczej Góry w pobliżu Cytadeli, na przedmieściu halickim. Obecnie znajduje się tam arboretum i szklarnie z hodowlą roślin cieplarnianych.
Nowy ogród jest zlokalizowany na Cetnerówce, który władze miasta zakupiły w 1911 od spadkobierców rodziny Cetnerów. Początkowo był to obszar 4,5 ha, a następnie dokupiono ok. 12 ha. Jest to teren o zróżnicowanej powierzchni, znajdują się tam zbocza, dolina, podmokłe łąki, staw oraz suchy płaskowyż. Umożliwiło to stworzenie warunków podobnych dla tych, w których występują rośliny bagienne, wodne, łąkowe, stepowe, leśne, równinne, alpejskie i subalpejskie charakterystyczne dla Karpat. Pod koniec XVIII wieku Ignacy Cetner tworząc park posadził tu sosnę amerykańską, buki czerwonolistne, klony i akacje, a przed istniejącym tu wówczas pałacykiem stworzył kwietniki i gazony oraz niewielki staw, były tu też altanki i sztuczne groty. Od 1923 ogrodem botanicznym zajął się prof. Stanisław Kulczyński, który rok później postanowił powiększyć kolekcję nasadzeń. Ogółem pomiędzy 1924 a 1939 przybyło 851 gatunków roślin, a część parkowa została przekomponowana. Podczas II wojny światowej znaczna część ogrodu uległa dewastacji, a zaniedbane rośliny egzotyczne zginęły. W 1944 władze radzieckie nakazały podjęcie prac nad naprawą zniszczeń, a teren ogrodu powiększono o tereny leśne na Pohulance, które przed nacjonalizacją należały do biskupstwa lwowskiego Apostolskiego Kościoła Ormiańskiego i prywatnego właściciela o nazwisku Bogdanowicz. Były to piaszczyste stoki porośnięte krzewami i trawą oraz naturalnym lasem bukowym, który wyznacza północno-zachodni zasięg występowania buczyny. Nowy obszar obejmował ok. 100 ha i obejmował poza buczyną również graby i dęby. Nieumiejętne gospodarowanie sprawiło wyschnięcie malowniczych stawów oraz nieodwracalne zmiany w części gdzie znajdowała się rzadka roślinność stepowa. Znaczną część terenów na Pohulance zalesiono, zaobserwowano również naturalną regenerację głównych gatunków leśnych, osiki i brzozy. W latach 1957–1959 zaplanowano generalny plan rozwoju ogrodu, ale nie został on zrealizowany. Część leśną wyłączono wówczas z terenu ogrodu i przeznaczono na funkcje rekreacyjno-wypoczynkowe, utworzono wówczas Park Pohulanka. W 1974 oddano do użytku kompleks szklarni o powierzchni 1250 m kw.

## Współczesność

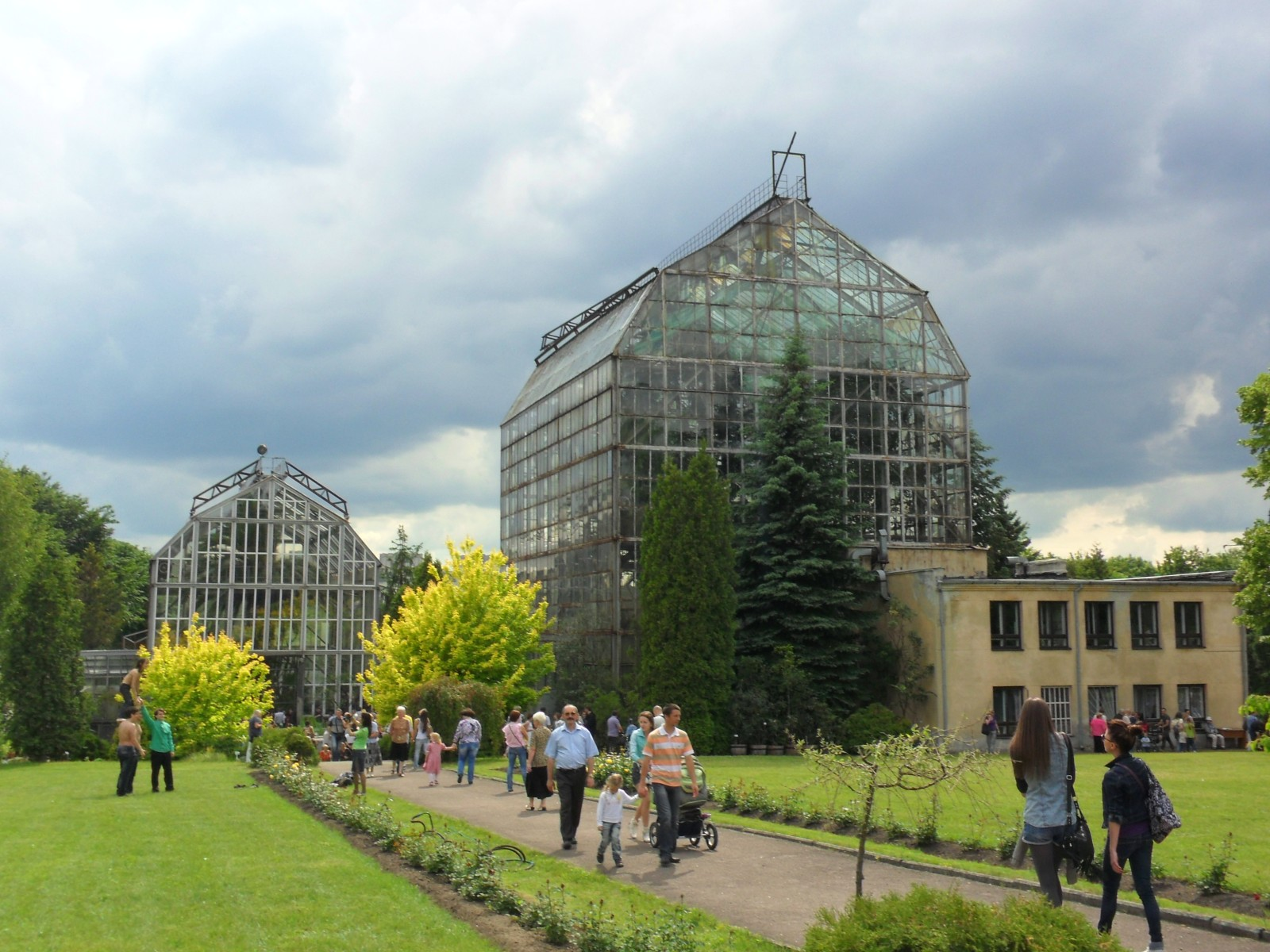
Teren nowego ogrodu botanicznego

W 1999 rozpoczęto proces reorganizacji ogrodu, który ma doprowadzić do uporządkowania poszczególnych kolekcji i wyeksponowania roślin zgodnie z obowiązującymi kryteriami fitogeograficznymi i systematycznymi, rozbudowano dział systematyki roślin i roślin leczniczych. Podjęto próbę odtworzenia karpatarium (roślinność subalpejska charakterystyczna dla Karpat), powiększono akwen stawu co umożliwiło rozwój kolekcji roślin wodnych i błotnych w zbiorniku i wzdłuż strumienia. Rozpoczęto wieloletni proces odtworzenia kolekcji róż, chryzantem i dalii, odnowiono kolekcję paproci gruntowych  oraz zrekonstruowano dział roślin uprawnych, jednorocznych i wieloletnich. Powstała nowa kolekcja mieczyków, storczyków, mięsożernych a kolekcja roślin imbirowatych uległa znacznej rozbudowie.
Uprawianych jest 3350 taksonów roślin, z czego ok. 1200 to rośliny tropikalne i subtropikalne.
Obecnie ogród składa się z pięciu głównych sekcji:
- rośliny zielne dziko rosnące tj. „karpatarium”, systematyka roślin, rośliny lecznicze, rośliny wodne i błotne, ekspozycja naturalnej flory w otwartej przestrzeni;
- nasadzenia dendrologiczne;
- rośliny uprawne i ozdobne;
- rośliny tropikalne i subtropikalne;
- fizjologia i biochemia roślin.